# Albert Laprade

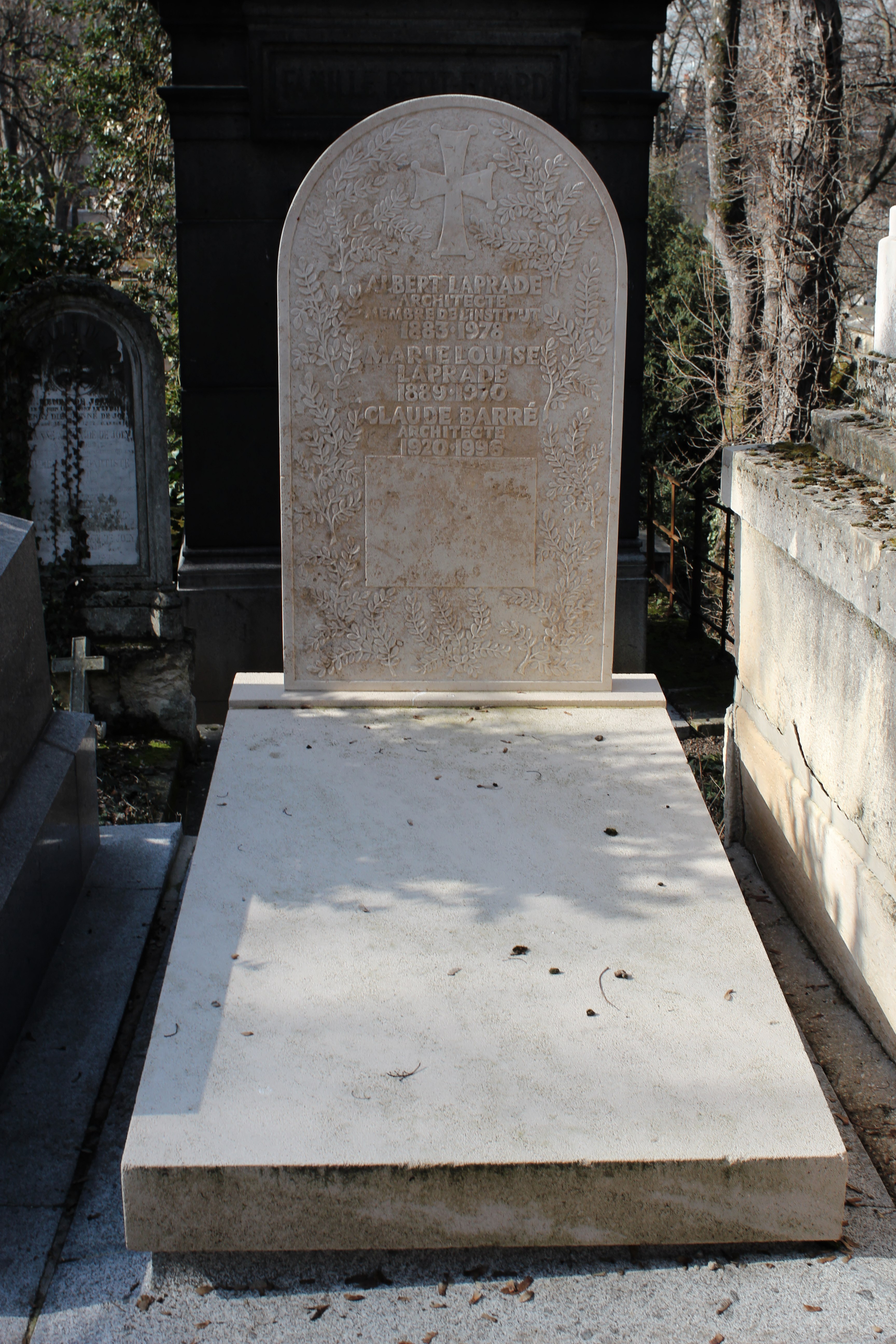
Grab von Laprade auf dem Friedhof Père-Lachaise

Albert Laprade (* 29. November 1883 in Buzançais; † 9. Mai 1978 in Paris) war ein französischer Architekt und Stadtplaner.

## Leben

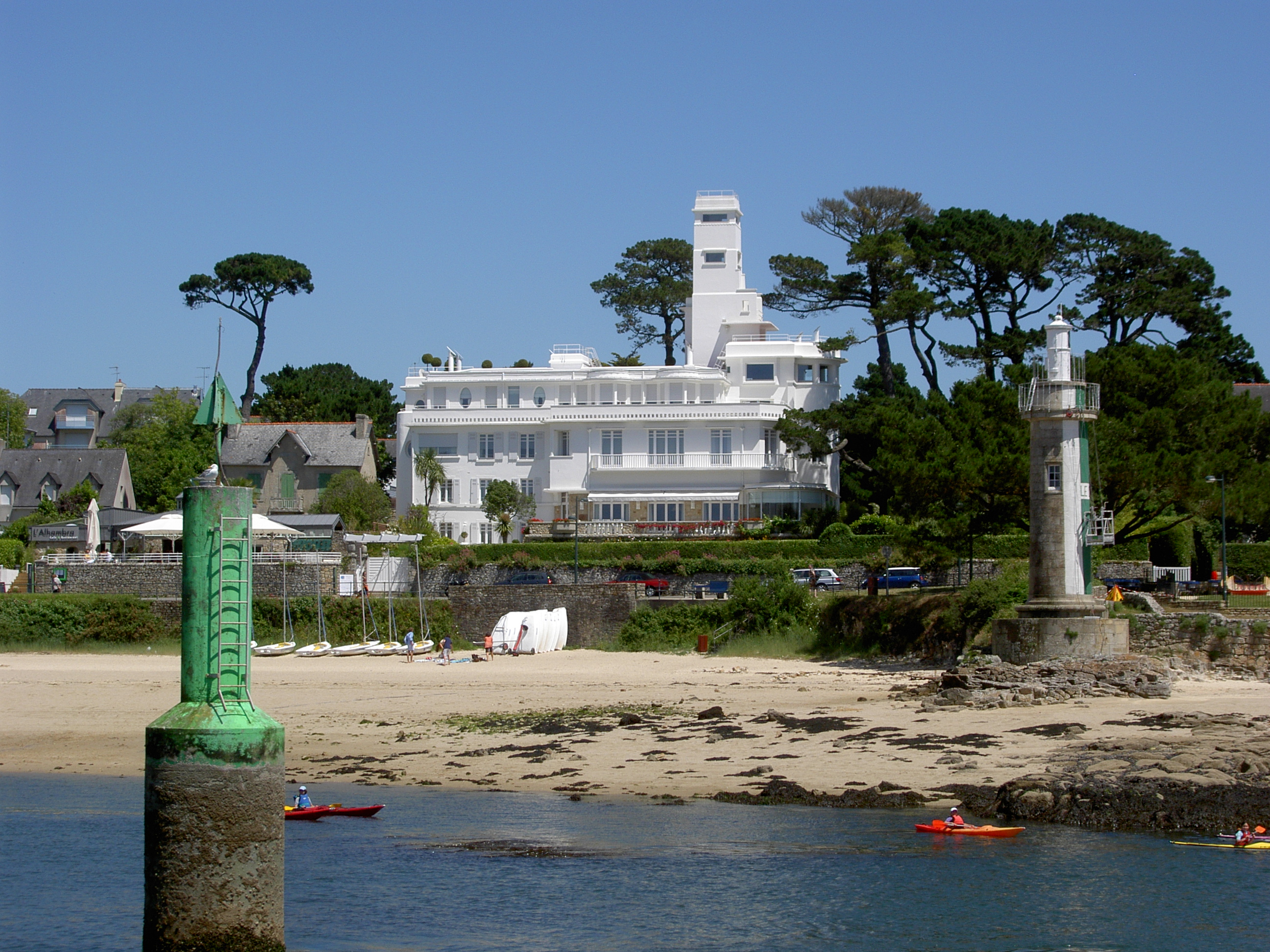
Die Villa Magdalena, heute Hôtel le Minaret

Laprade wurde 1883 als Sohn eines Lebensmittelhändlers und einer Schneiderin in Buzançais bei Châteauroux geboren. Er besuchte von 1894 bis 1900 das Lycée du Châteauroux. Zwischen 1900 und 1903 leistete er dann seinen Militärdienst ab. Ab 1903 studierte er an der École nationale supérieure des beaux-arts in Paris. Dort wurde er Schüler von Ernest Cléret und Gaston Redon. Schon während der Studienzeit arbeitete er bei den Architekten und Stadtplanern René Sergent, einem angeheirateten Onkel, und Henri Prost. 1907 schloss er das Studium mit einem Diplom ab.
1914 wurde Laprade zum Kriegsdienst eingezogen und wurde im folgenden Jahr bei Ypern verwundet. Zur Genesung wurde er nach Rouen verlegt, doch die Verwundung war zu schwer und er musste nicht mehr zurück in den Krieg. Noch im gleichen Jahr schickte man ihn zu Henri Prost nach Marokko, der dort für die Stadtplanung zuständig war. Mit Prost baute Laprade unter anderem an der Neustadt von Casablanca und entwarf den Sitz des Ständigen Vertreters der französischen Regierung in Rabat. 1920 ging er nach Frankreich zurück und eröffnete sein eigenes Architektenbüro, das er zeitweise gemeinsam mit anderen Architekten führte.
Zwischen 1932 und 1960 war er leitender Architekt für öffentliche Gebäude und Nationalpaläste, zwischen 1944 und 1958 leitender Architekt des Ministeriums für Wiederaufbau und Architekt für den Wiederaufbau von Le Mans.
Laprade war Mitglied der „Société des Architectes modernes“, Vizepräsident der Académie d'Architecture, Gründungsmitglied der Union internationale des architectes und Redaktionsmitglied von L’Architecture d’Aujourd’hui.

## Ehrungen und Auszeichnungen (Auswahl)
- Ehrenmitglied des Royal Institute of British Architects
- Mitglied der Académie royale des Sciences, des Lettres et des Beaux-Arts de Belgique[1]
- Kommandeur der Ehrenlegion
- Mitglied der Académie des Beaux-Arts[2] und 1965 deren Präsident[3]

## Werke (Auswahl)
- 1916: Leuchtturm El-Hank, Casablanca, mit Henri Prost
- 1916–1921: Parc Lyautey, Casablanca, mit Henri Porst
- 1918–1924: Sitz des Ständigen Vertreters der französischen Regierung in Rabat
- 1924: Restauration von Château de la Chaise
- 1925: Jardins des Nymphéas und Jardins des Oiseaux für die Exposition internationale des Arts Décoratifs et industriels modernes in Paris
- 1925–1929: Werk  für eine Düngemittelfabrik, Berry-Bouy
- 1925–1930: Villa der Marquise Maurigi, Port Cors
- 1926–1928: Villa Magdalena mit Garten, Bénodet
- 1927: Villa Dardiali,  Pyla-sur-Mer
- 1931: Ausstellungspavillon für die französischen Überseegebiete bei der Pariser Kolonialausstellung und den Palais de la Porte Dorée
- 1932: Fondation Abreu de Grancher in der Studentensiedlung Cité Internationale Universitaire de Paris
- 1933–1935: Werk und Arbeitersiedlung in Colombe
- 1937: Villa Prinz Murat, Ferhala
- 1933–1937: Französische Botschaft in Ankara, mit Léon Bazin
- 1935: denkmal für Hubert Lyautey, Casablanca
- 1937. irakischer Pavillon bei der Weltausstellung in Paris
- 1941: Place d'Armes, Valenciennes
- 1947: Staudamm in Seyssel
- 1945–1960: Behördenviertel in Lille, mit anderen Architekten
- 1950–1962: Arbeitersiedlung in Le Creusot
- 1951–1954: Denkmal für Jean Giraudoux, Bellac
- 1955–1966: Behördenviertel im 4. Arrondissement von Paris, darunter die Pariser Präfektur
- 1957: Denkmal für Victor Hugo, Paris (Entwurf, nicht realisiert)
- 1959–1964: Archives de la Seine, Paris, mit René Fontaine
- 1965: Hilton Hotel, Orly